# Комсток, Джон

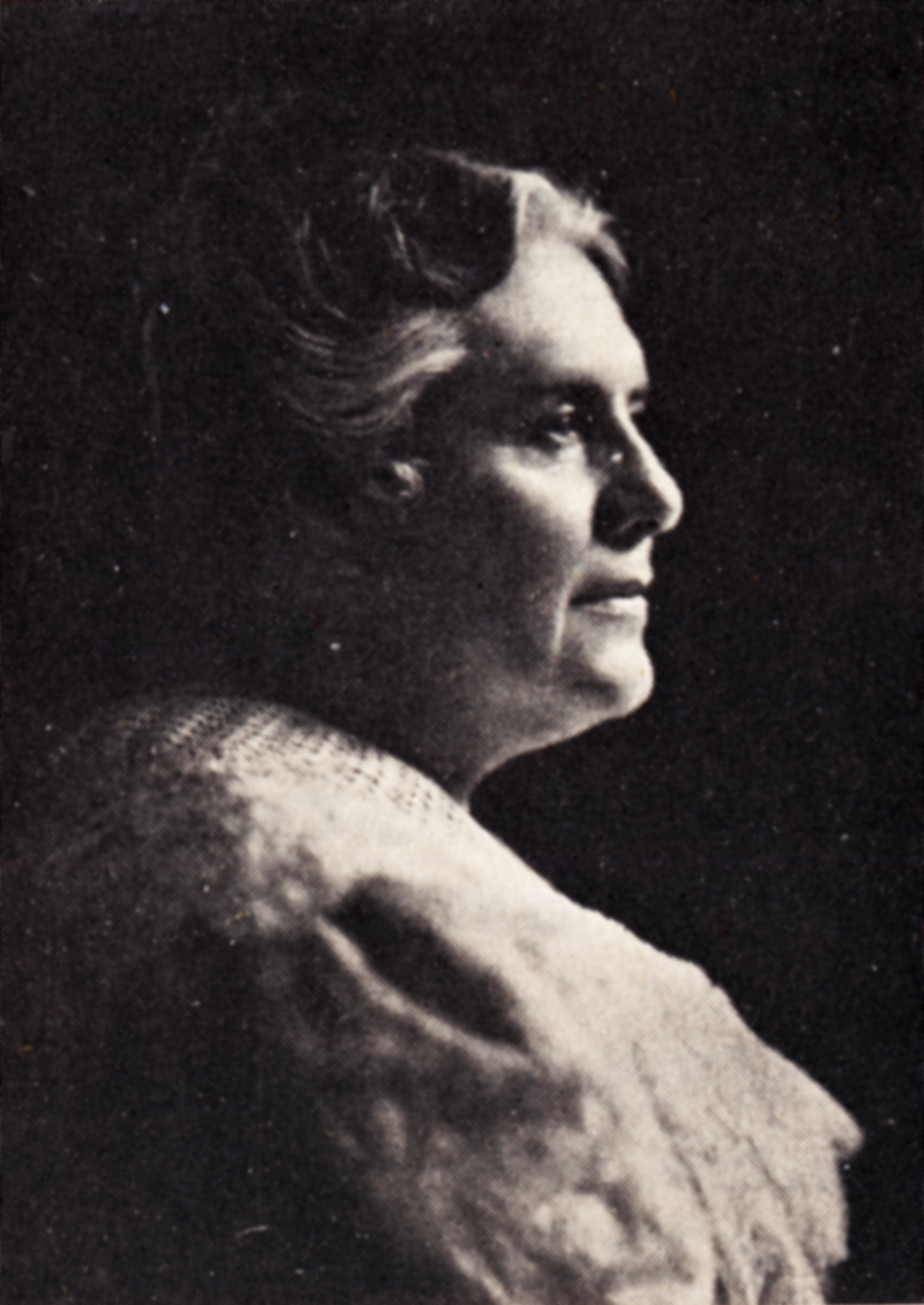
Анна Ботсфорд (Anna Botsford Comstock), супруга Джона Комстока

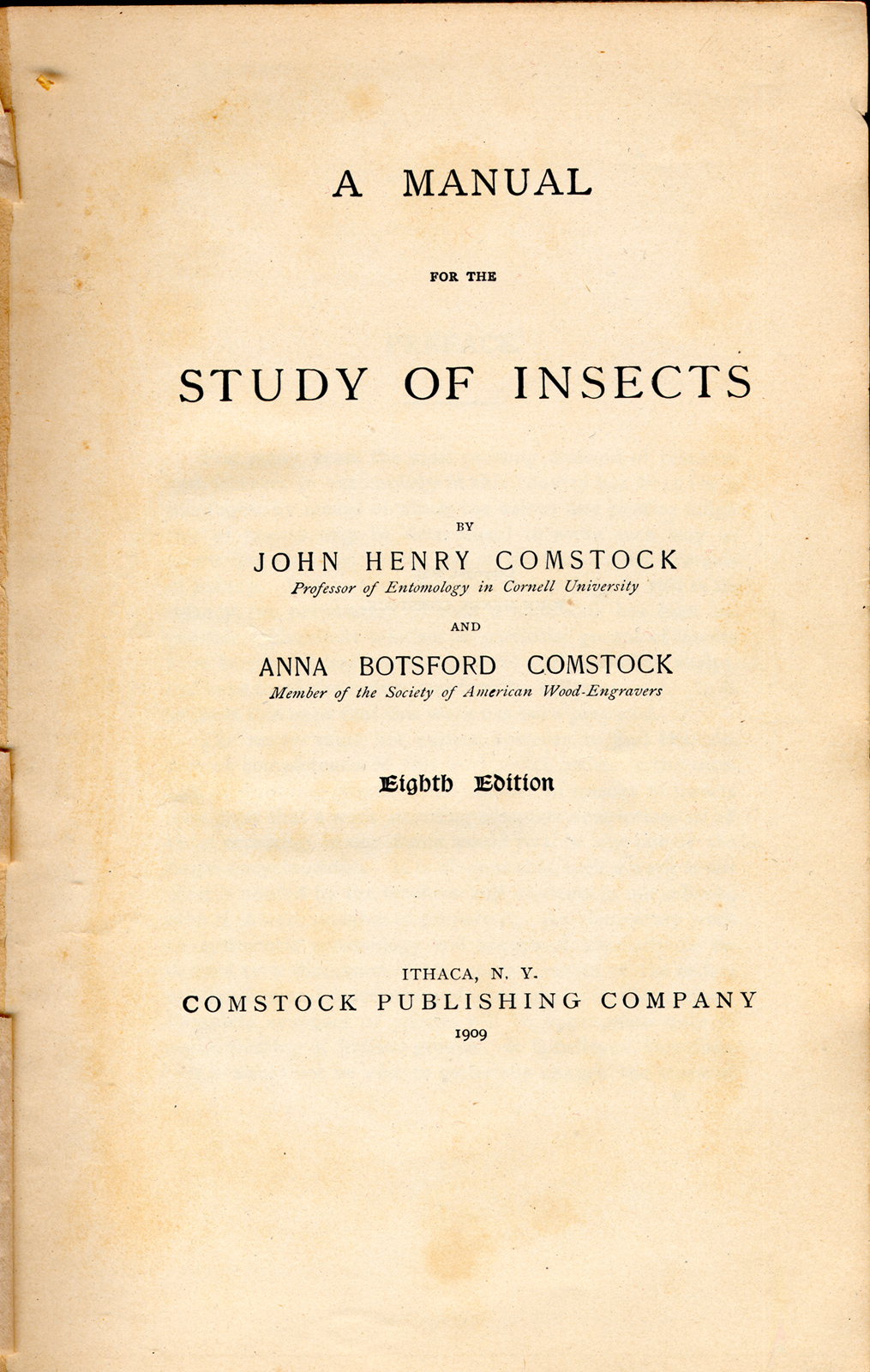
Manual for the Study of Insects

Джон Генри Комсток (англ. John Henry Comstock, род. 24 февраля 1849 года — ум. 20 марта 1931 года) — американский энтомолог, арахнолог, профессор Корнеллского университета, автор трудов по классификации бабочек и строению насекомых, один из создателей Системы Комстока — Нидема.

## Биография
Родился 24 февраля 1849 года в Джейнсвилле (штат Висконсин, США) в семье школьного учителя Э. Комстока (англ. Ebenezer Comstock) и С. Аллен (англ. Susan Allen). Вскоре отец умер от холеры и из-за постигшей их бедности они вместе с матерью уехали в Нью-Йорк, где Сюзен Аллен стала медсестрой. Однако, и она вскоре заболела и он несколько лет фактически жил и воспитывался у друзей их семьи. Джон обучался в Корнеллском университете (окончил в 1874 году), а затем в Йельском (1875) и Лейпцигском университетах. Комсток стал основателем Корнеллской коллекции насекомых (англ. The Cornell University Insect Collection), когда в 1871 году будучи студентом начал изучать энтомологию и первые собранные им для коллекции экземпляры он сохранял в своей комнате в McGraw Tower, где он работал звонарём. В 1878 году женился на американской художнице и натуралисте Анне Ботсфорд (en:Anna Botsford Comstock; 1854—1930). Она стала гравёром и иллюстратором многих его статей и книг, а также первой женщиной-профессором Корнеллского университета. Их брак остался бездетным, Анна умерла на год раньше супруга. В 1879—1881 годах Джон Комсток был главным энтомологом в Министерстве сельского хозяйства США (англ. USDA, Вашингтон). В 1882 году он стал профессором энтомологии и зоологии беспозвоночных в Корнеллском университете. Комсток известен своими работами по морфологии насекомых, он стал соавтором Системы Комстока — Нидема совместно с Джеймсом Джорджем Нидемом, которая используется для обозначения жилок на крыльях насекомых. Она была важным этапом в развитии в энтомологии, так как доказывала гомологичность крыльев всех насекомых. Комсток популяризировал использование жилкования крыльев в классификации насекомых.
Комсток оказал большое влияние на развитие энтомологии в США и через своих многочисленных студентов (называют цифру в 5 000 подготовленных им студентов-энтомологов). Среди них, несколько крупных учёных, представителей этой науки, такие как Вернон Лайман Келлог (1867—1937), Лелэнд Оссиэн Ховарда (Leland Ossian Howard; 1857—1950), который станет знаменитым начальником управления энтомологии в министерстве сельского хозяйства, Ф. Х. Хиттенден (англ. Frank Hurlbut Chittenden; 1858—1929), М. В. Слингерланд (англ. Mark Vernon Slingerland, 1864—1909), У. А. Рилей (англ. William Albert Riley, 1876—1963), А. Д. МакДжилливрэ (Alexander Dyar MacGillivray, 1868—1924), Д. Д. Нидем (англ. James George Needham, 1868—1957), Р. Н. Чэпмэн (англ. Royal Norton Chapman, 1889—1929), Э. П. Фельт (англ. Ephraim Porter Felt, 1868—1943) или А. Л. Квайнтенс (Altus Lacy Quaintance, 1870—1958). В 1914 году студенты Комстока собрали средства и в Корнеллском университете организовали в его честь «Мемориальную энтомологическую библиотеку Комстока» (англ. The Comstock Memorial Library of Entomology), в которую и сам профессор позднее внёс свой большой вклад в виде редких книг по насекомым и другим членистоногим, по паразитологии и экологии. Именно в Итаке, где расположен Корнеллский университет, в знак уважения к заслугам его энтомологов, прошёл 1-й в Северной Америке IV Международный энтомологический конгресс и первым среди основателей этой науки был назван Комсток.
Был избран членом многих обществ естествознания в США и в мире, включая Французское энтомологическое общество, Королевское энтомологическое общество Лондона, Королевское Бельгийское энтомологического общества (Royal Belgian Entomological Society). Каждое из пяти отделений Энтомологического общества Америки ежегодно выделяет Премию для аспирантов имени Джона Генри Комстока (англ. John Henry Comstock Graduate Student Award). В 1935 году в Университете Сан-Хосе (англ. San Jose State University) был основан Энтомологический клуб имени Джона Комстока (англ. The John Henry Comstock Entomology Club). История его именования связана с памятной лекцией, прочитанной здесь Комстоком в 1892 году. 5 августа 1926 года после перенесённого инсульта он стал инвалидом. Умер 20 марта 1931 года в городе Итака (Нью-Йорк), США.

## Основные труды
- An Introduction to Entomology. Ithaca, NY: Publ. by auth. 234 pp. (1888)[2]
- The Spider book: a manual for the study of the spiders and near relatives New York: Doubleday, Page. 72 1 pp., 770 figs. (1912).
- The Wings of Insects. Ithaca, NY: Comstock Publ. Co. 430 pp. (1918).
- An Introduction to Entomology. Ithaca, NY: Comstock Publ. Co. 1064 pp., 1228 figs. (1924)[2]
- Insect Life. New York: Appleton. 349 pp. 206 figs., 18 pis. (1897).
- A Manual for the study of insects (1895, 1930) illustrated by Anna Botsford Comstock. Ithaca, NY: Published by auths. 701 pp., 797 figs., 6 pIs.[1]
- Comstock, J. H. (1893). Evolution and taxonomy, an essay on the application of the theory of natural selection in the classification of animals and plants, illustrated by a study of the wings of insects and by a contribution to the classification of the Lepidoptera. In Wilder Quarter Century Book, 34-114, pis.1-3. Ithaca, NY: Comstock Publ. Co.
- The elements of insect anatomy; an outline for the use of students in the entomological laboratories of Cornell University and Leland Stanford Junior University (Comstock Pub. Co., Ithaca, 1895 и 1899). Совместно с В. Л. Келлоггом (Vernon Lyman Kellogg)[1]
- Notes on Entomology (Ithaca, 1875).
- Annual Reports of Entomologist (Washington, 1879—1881).
- Report on Cotton Insects (1879).
- Second Annual Report of the Department of Entomology of Cornell University, включая монографию по подсемейству настоящих щитовок Diaspinae (Ithaca, 1883).
- статья по Перепончатокрылым насекомым (Hymenoptera) в книге «Standard Natural History» (Boston, 1884).

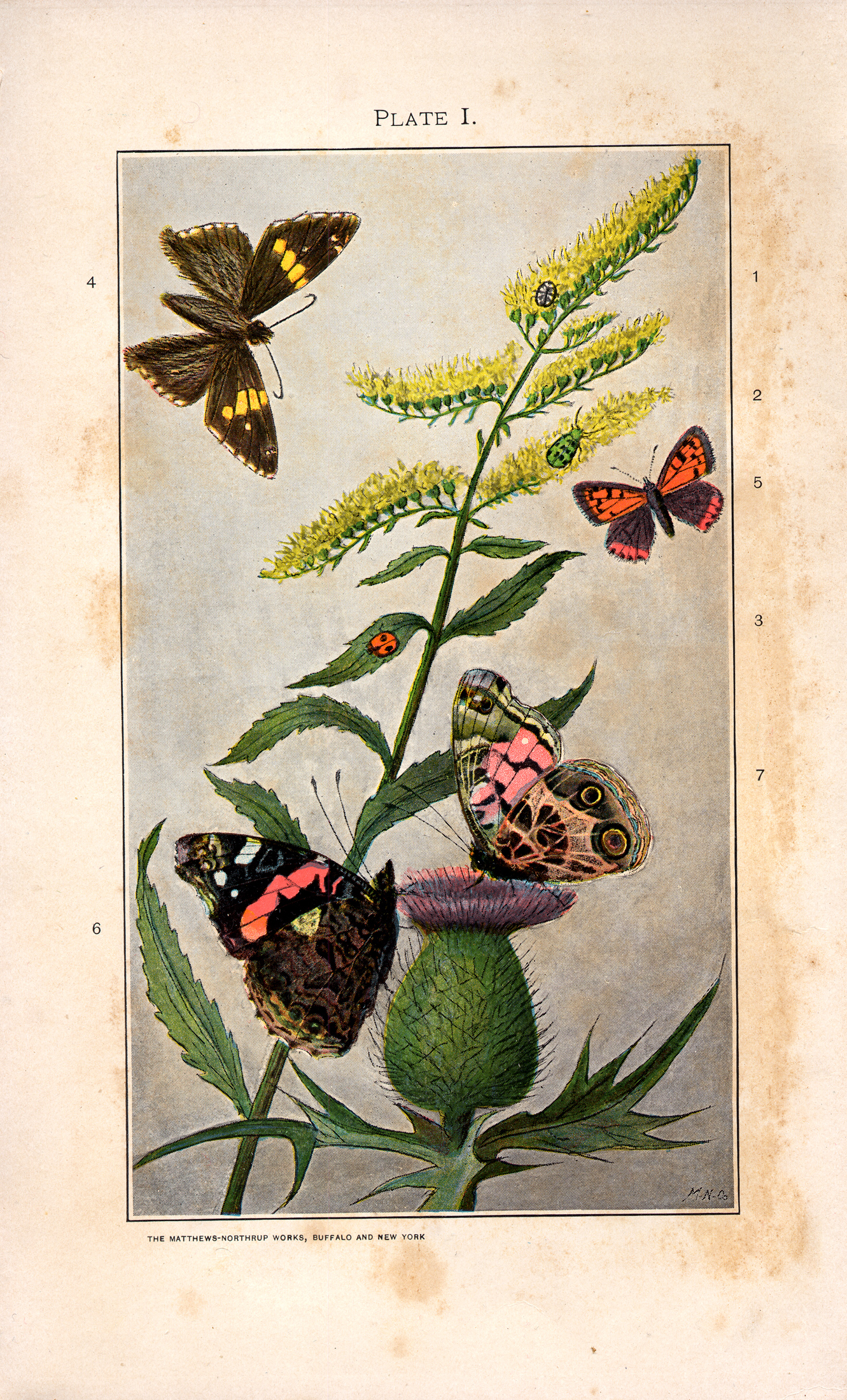
Иллюстрация из книги Manual of the Study of Insects.